# 白浜のぞみ
白浜 のぞみ（しらはま のぞみ、2000年7月3日- ）は、日本のAV女優。ティーパワーズ所属だったが、すでに事務所サイトからは削除されている。

## 略歴
2024年2月、アイデアポケット専属女優としてAVデビュー。
2025年3月、目と鼻の整形手術の失敗により、撮影などの仕事がすべてなくなったことを報告。

## 人物
趣味は旅行・サウナ、特技は水泳。水泳は小学校6年間やっていた。
デビュー前は不動産会社で外回り営業や電話営業の業務をしていたが、自分に合っていないと感じていたこともあり退社。退社の相談をしていた友人から今の自分を活かせる仕事じゃないと勿体無いと言われたことをきっかけにキャバクラ嬢へ転身。その際、周りのキャバクラ嬢にAV女優をしている者が数人おり、その人達が輝いて見えたことからAV女優へ憧れを持ちデビューに至った。デビュー後もキャバクラ嬢は続けていたが現在在籍の確認は不明。
憧れのAV女優は明日花キララ。明日花の作品では温泉旅行ものが特に好きだと語っている。
中学生の頃にJカップに成長したが、通学中の電車でわざと胸に触れるように肘をぶつけてくる痴漢被害に遭ったり、胸が大きいというだけで周りから「変態」とからかわれたことにより、学生の頃は巨乳であることがコンプレックスだったと明かしている。
初体験は15歳の時で、相手は当時付き合っていた彼氏。彼の部屋でイチャついている時に男性器を挿れられて流れですることになったが、その時は全く気持ち良くなかった。セックスが気持ちいいと感じるようになったのは3回目の時にされた手マンがきっかけだったと振り返っている。デビュー前の経験人数は3人。

## 作品
◎はBD版発売作品

### アダルトDVD / BD
- お嬢様巨乳新人 AV デビュー FIRST IMPRESSION 168 －甘乳－ Jカップ over 100cm。（2月13日、アイデアポケット）◎
- 甘乳Jカップ100cm 肉感ムチムチ最高峰ボディ昇天!! 初体験尽くし4 SEX（3月12日、アイデアポケット）
- 「ご奉仕させてください」 即尺即ハメ!! 圧巻ボディJカップ100cm巨乳ソープ嬢（4月9日、アイデアポケット）
- Jcup爆乳お姉さんの爆抜き痴女3本番 規格外のデカパイと巧みな痴女テクで最高の射精に導いてくれるマンイーターVENUS 白浜のぞみ（5月14日、アイデアポケット）
- 巨乳がバレて実演ランジェリーモデルを無理やりさせられた新人OL 白浜のぞみ（6月11日、アイデアポケット）
- Jカップ100cm!! 爆乳おっぱいナースの最高に気持ちいい癒しの看護 白浜のぞみ（7月9日、アイデアポケット）
- 旦那が作った借金の形に3日間風俗店で逆バニー奴隷にさせられて。 白浜のぞみ（8月13日、アイデアポケット）
- お色気ムンムンJカップ爆乳スナックママが客のチ〇ポを喰い漁る肉食ドスケベセックス 白浜のぞみ（9月10日、アイデアポケット）[1]